# Eleonora Magdalena Falcko-Neuburská
Eleonora Magdalena Falcko-Neuburská (6. ledna 1655, Düsseldorf – 19. ledna 1720, Vídeň) byla rodem falcká princezna a sňatkem s Leopoldem I. se stala římskou císařovnou.

## Biografie

### Původ, mládí
Eleonora Magdalena se narodila jako nejstarší ze sedmnácti dětí pozdějšího falckého kurfiřta Filipa Viléma z falcko-neuburské větve rodu Wittelsbachů a jeho druhé manželky, hesensko-damstadtské princezny Alžběty Amálie. Všechny čtyři její sestry, jež se dožily dospělosti, usedly na některý z evropských panovnických trůnů: Marie Žofie se stala portugalskou královnou, Marie Anna královnou španělskou, Dorotea Žofie parmskou vévodkyní a Hedvika Alžběta měla za manžela syna polského krále. Sama Eleonora si však jako mladá velmi přála vstoupit do kláštera. Byla na svou dobu velmi vzdělaná: naučila se italsky, latinsky a francouzsky, učila se hře na hudební nástroje, hudební kompozici, skládala hudbu a psala básně.

### Manželství, potomci

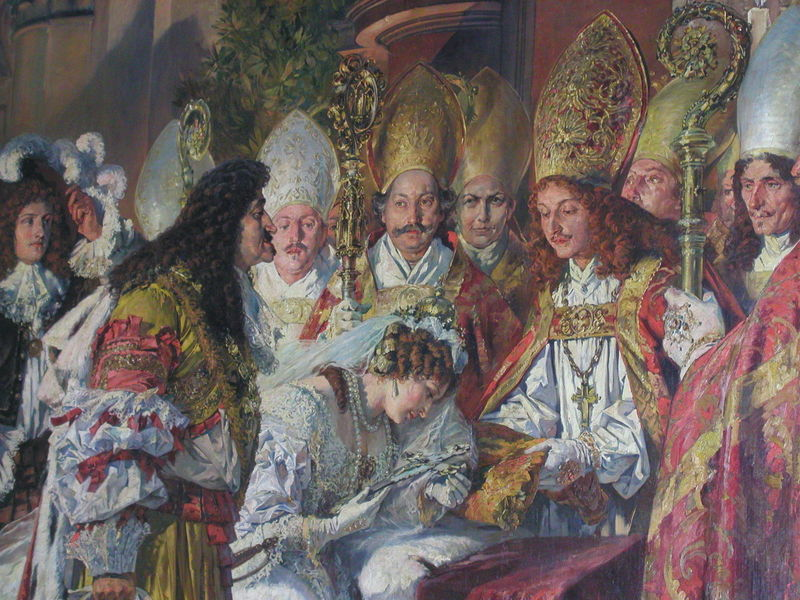
Svatba Leopolda I. a Eleonory

Přes toto své přání podlehla usilovnému naléhání rodičů a v prosinci roku 1676 se provdala za Leopolda I., císaře římského, krále uherského a českého. Svatba se konala v dómu v Pasově. Leopold byl o 15 let starší než ona a Eleonora byla jeho již třetí manželkou. Sňatek s ní mu měl přinést vytouženého dědice (předchozí manželky mu sice kromě dcer daly i syny, ti však záhy zemřeli), což se také stalo. Po roce a půl se manželům narodil syn Josef I. a posléze Karel VI.; dále měli ještě jednoho syna a sedm dcer, z nichž však otce přežil jen syn a dvě dcery.

## Potomci
- 1. Josef I. (1678–1711), císař Svaté říše římské

∞ 1699 Amálie Vilemína (1673–1742), dcera brunšvického vévodského páru Jana Fridricha a Benedikty Falcké
- 2. Kristýna (*/† 1679), arcivévodkyně
- 3. Marie Alžběta (1680–1741), nizozemská místodržitelka
- 4. Leopold Josef (1682–1684), arcivévoda
- 5. Marie Anna Josefa (1683–1754)

∞ 1708 portugalský král Jan V. (1689–1750), syn krále Petra II. a jeho druhé manželky Marie Žofie Falcko-Neuburské
- 6. Marie Terezie (22. 8. 1684 Vídeň – 28. 9. 1696 zámek Ebersdorf, dnes Vídeň), arcivévodkyně
- 7. Karel (III.) VI. (1685–1740), císař Svaté říše římské

∞ 1708 Alžběta Kristýna Brunšvicko-Wolfenbüttelská (1691–1750), dcera brunšvického vévodského páru Ludvíka Rudolfa a Kristýny Luisy Öttingenské.
- 8. Marie Josefa (6. 3. 1687 Vídeň – 14. 4. 1703 Vídeň), arcivévodkyně
- 9. Marie Magdaléna Habsburská (26. 3. 1689 Vídeň – 1. 5. 1743 Vídeň), arcivévodkyně
- 10. Marie Markéta (1690–1691), arcivévodkyně

### Císařovna
Leopoldovi přinesl tento sňatek také spojence ve válkách proti Francii a Osmanské říši – Eleonořiny sestry se provdaly do Portugalska, Španělska, Polska a Parmy.
Eleonora se velice vlivně zapojila do zahraniční politiky země, svému manželovi radila a hájila zájmy své původní rodiny. Roku 1689 byla korunována uherskou královnou a roku 1690 císařovnou.
Eleonora pocházela z méně bohaté rodiny a i na vídeňském císařském dvoře si zachovala skromný životní styl (odmítnutí korunovace českou královnou). Pečovala o chudé a nemocné a denně se účastnila pobožností. Svého manžela doprovázela na nebezpečných cestách, jako například při útěcích z Vídně roku 1680 před morem do Prahy (jediná návštěva města) a roku 1683 před Turky.
Roku 1688 obnovila dámský Řád hvězdového kříže, který založila císařovna Eleonora Magdalena Gonzagová.

### Vdova
I když Leopold I. zemřel, Eleonora stále zůstávala důležitou osobností na vídeňském dvoře a podporovala své syny, Josefa I. i Karla VI. Po smrti Josefa I. dokonce spravovala celou říši až do návratu Karla VI. Na začátku soupeřila o moc s manželkou Karla VI. Alžbětou Kristýnou a manželkou zemřelého Josefa I. Amálií Vilemínou.
Eleonora se dožila šedesáti pěti let a zemřela ve Vídni roku 1720. Byla prodlužovatelkou rodu Habsburků o jednu generaci.

## Vývod z předků
|                                     |                                      |  |                               |                             |  |  |  |  |  |  |  | Vilém z Jülichu-Kleve-Bergu |
|                                     |                                      |  |                               |                             |  |  |  |  |  |  |  |                             |
|                                     | Filip Ludvík Falcko-Neuburský        |  |                               |                             |  |  |  |  |  |  |  |                             |
|                                     |                                      |  |                               |                             |  |  |  |  |  |  |  |                             |
|                                     |                                      |  |                               | Anna Hesenská               |  |  |  |  |  |  |  |                             |
|                                     |                                      |  |                               |                             |  |  |  |  |  |  |  |                             |
|                                     | Wolfgang Vilém Neuburský             |  |                               |                             |  |  |  |  |  |  |  |                             |
|                                     |                                      |  |                               |                             |  |  |  |  |  |  |  |                             |
|                                     |                                      |  |                               | Vilém z Jülich-Cleves-Bergu |  |  |  |  |  |  |  |                             |
|                                     |                                      |  |                               |                             |  |  |  |  |  |  |  |                             |
|                                     | Anna Klevská                         |  |                               |                             |  |  |  |  |  |  |  |                             |
|                                     |                                      |  |                               |                             |  |  |  |  |  |  |  |                             |
|                                     |                                      |  |                               | Marie Habsburská            |  |  |  |  |  |  |  |                             |
|                                     |                                      |  |                               |                             |  |  |  |  |  |  |  |                             |
|                                     | Filip Vilém Falcký                   |  |                               |                             |  |  |  |  |  |  |  |                             |
|                                     |                                      |  |                               |                             |  |  |  |  |  |  |  |                             |
|                                     |                                      |  |                               | Albrecht V. Bavorský        |  |  |  |  |  |  |  |                             |
|                                     |                                      |  |                               |                             |  |  |  |  |  |  |  |                             |
|                                     | Vilém V. Bavorský                    |  |                               |                             |  |  |  |  |  |  |  |                             |
|                                     |                                      |  |                               |                             |  |  |  |  |  |  |  |                             |
|                                     |                                      |  |                               | Anna Habsburská             |  |  |  |  |  |  |  |                             |
|                                     |                                      |  |                               |                             |  |  |  |  |  |  |  |                             |
|                                     | Magdalena Bavorská                   |  |                               |                             |  |  |  |  |  |  |  |                             |
|                                     |                                      |  |                               |                             |  |  |  |  |  |  |  |                             |
|                                     |                                      |  |                               | František I. Lotrinský      |  |  |  |  |  |  |  |                             |
|                                     |                                      |  |                               |                             |  |  |  |  |  |  |  |                             |
|                                     | Renata Lotrinská                     |  |                               |                             |  |  |  |  |  |  |  |                             |
|                                     |                                      |  |                               |                             |  |  |  |  |  |  |  |                             |
|                                     |                                      |  |                               | Kristina Dánská             |  |  |  |  |  |  |  |                             |
|                                     |                                      |  |                               |                             |  |  |  |  |  |  |  |                             |
| Eleonora Magdalena Falcko-Neuburská |                                      |  |                               |                             |  |  |  |  |  |  |  |                             |
|                                     |                                      |  |                               |                             |  |  |  |  |  |  |  |                             |
|                                     |                                      |  | Jiří I. Hesensko-Darmstadtský |                             |  |  |  |  |  |  |  |                             |
|                                     |                                      |  |                               |                             |  |  |  |  |  |  |  |                             |
|                                     | Ludvík V. Hesensko-Darmstadtský      |  |                               |                             |  |  |  |  |  |  |  |                             |
|                                     |                                      |  |                               |                             |  |  |  |  |  |  |  |                             |
|                                     |                                      |  |                               | Magdalena z Lippe           |  |  |  |  |  |  |  |                             |
|                                     |                                      |  |                               |                             |  |  |  |  |  |  |  |                             |
|                                     | Jiří II. Hesensko-Darmstadtský       |  |                               |                             |  |  |  |  |  |  |  |                             |
|                                     |                                      |  |                               |                             |  |  |  |  |  |  |  |                             |
|                                     |                                      |  |                               | Jan Jiří Braniborský        |  |  |  |  |  |  |  |                             |
|                                     |                                      |  |                               |                             |  |  |  |  |  |  |  |                             |
|                                     | Magdalena Braniborská                |  |                               |                             |  |  |  |  |  |  |  |                             |
|                                     |                                      |  |                               |                             |  |  |  |  |  |  |  |                             |
|                                     |                                      |  |                               | Alžběta Anhaltsko-Zerbstská |  |  |  |  |  |  |  |                             |
|                                     |                                      |  |                               |                             |  |  |  |  |  |  |  |                             |
|                                     | Alžběta Amálie Hesensko-Darmstadtská |  |                               |                             |  |  |  |  |  |  |  |                             |
|                                     |                                      |  |                               |                             |  |  |  |  |  |  |  |                             |
|                                     |                                      |  |                               | Kristián I. Saský           |  |  |  |  |  |  |  |                             |
|                                     |                                      |  |                               |                             |  |  |  |  |  |  |  |                             |
|                                     | Jan Jiří I. Saský                    |  |                               |                             |  |  |  |  |  |  |  |                             |
|                                     |                                      |  |                               |                             |  |  |  |  |  |  |  |                             |
|                                     |                                      |  |                               | Žofie Braniborská           |  |  |  |  |  |  |  |                             |
|                                     |                                      |  |                               |                             |  |  |  |  |  |  |  |                             |
|                                     | Žofie Eleonora Saská                 |  |                               |                             |  |  |  |  |  |  |  |                             |
|                                     |                                      |  |                               |                             |  |  |  |  |  |  |  |                             |
|                                     |                                      |  |                               | Albrecht Fridrich Pruský    |  |  |  |  |  |  |  |                             |
|                                     |                                      |  |                               |                             |  |  |  |  |  |  |  |                             |
|                                     | Magdalena Sibylla Pruská             |  |                               |                             |  |  |  |  |  |  |  |                             |
|                                     |                                      |  |                               |                             |  |  |  |  |  |  |  |                             |
|                                     |                                      |  |                               | Marie Eleonora Klevská      |  |  |  |  |  |  |  |                             |
|                                     |                                      |  |                               |                             |  |  |  |  |  |  |  |                             |